# Ramires
Ramires Santos do Nascimento (* 24. března 1987 Barra do Piraí), známý spíše jako Ramires je bývalý brazilský profesionální fotbalista, který hrával na pozici středního záložníka. Od listopadu 2020 byl bez angažmá a v létě 2022 se rozhodl ukončit hráčskou kariéru. Mezi lety 2009 a 2014 odehrál také 52 utkání v dresu brazilské reprezentace, ve kterých vstřelil 4 branky.

## Klubová kariéra

### Cruzeiro
V lednu 2008, Ramires podepsal pětiletý kontrakt s klubem Cruzeiro, přestupem z domácího klubu Joinville za částku kolem 250 000 eur. Joinville si ponechal 30% bonus z příštího prodeje hráče. V Cruzeiru byl znám pod přezdívkou „Queniano Azul“, neboli „Modrý Keňan“. Bylo to kvůli jeho modrému dresu a jeho vysoké vytrvalosti.

### Benfica Lisabon
21. května 2009 Ramires přestoupil z Cruzeira do portugalského klubu Benfica Lisabon za 7,5 milionu eur a podepsal pětiletý kontrakt. Podmínkou smlouvy bylo, že příští přestup musí být minimálně za částku 30 milionů eur.

### Chelsea FC
4. srpna 2010, Benfica oznámila, že se dohodla s klubem Chelsea FC z anglické Premier League na přestupu Ramirese za částku kolem 17 milionů liber. Ramiresův přestup byl zakončen 13. srpna 2010. Záložník podepsal čtyřletý kontrakt a dostal dres s číslem 7, které před ním oblékal útočník Andrij Ševčenko. 28. srpna poprvé nastoupil za Chelsea. Do zápasu proti Stoke City naskočil v 84. minuté místo Michaela Essiena. V základní sestavě poprvé nastoupil 11. září proti mužstvu West Ham United FC. Svůj první gól v dresu Chelsea vstřelil v zápase proti Boltonu Wanderers.
Při finále FA Cupu ve Wembley proti Tottenhamu Hotspur pomohl Chelsea gólem ke konečné výhře 5:1 a zisku trofeje. V sezóně 2011/12 hrál významnou roli také v postupu Chelsea do finále Ligy Mistrů, když v prvním semifinále nahrával na gól Drogby při vítězství Chelsea 1:0 a v odvetě na Camp Nouu přeloboval Víctora Valdése a upravil tak skóre na 2:1, které již Chelsea posouvalo do finále soutěže. Chelsea nakonec v zápase remizovala 2:2. Jelikož ve druhém semifinále dostal žlutou kartu a dosáhl tak jejich limitu, ve vítězném finále v Mnichovské Allianz Aréně tak nastoupit nemohl.
31. srpna 2012 nastoupil v základní sestavě v Monaku k utkání o evropský Superpohár proti španělskému Atléticu Madrid, v němž se střetávají vítěz Ligy mistrů (tehdy Chelsea FC) a Evropské ligy (tehdy Atlético Madrid), ale porážce 1:4 společně se svými spoluhráči zabránit nedokázal. Ve druhém poločase jej střídal brazilský hráč Oscar.
15. května 2013 slavil se spoluhráči titul v Evropské lize po vítězství 2:1 ve finále nad Benficou Lisabon. 3. května 2015 tři kola před koncem získal s Chelsea ligový titul. V téže sezoně vyhrál i Football League Cup.
Za londýnský velkoklub odehrál 251 zápasů a vstřelil 34 gólů.

### Jiangsu Suning
27. ledna 2016 přestoupil do čínského klubu Jiangsu Suning (Ťiang-su Suning).

## Reprezentační kariéra
21. července 2008 bylo oznámeno, že Ramires nahradí Robinha v týmu Brazílie U23 pro LOH 2008 v Pekingu. V sestavě se objevil čtyřikrát a Brazílie vyhrála bronzové medaile.
Do A-mužstva brazilské reprezentace byl poprvé povolán 21. května 2009 v kvalifikaci Mistrovství světa 2010 v Jihoafrické republice. Poprvé si zahrál 6. června 2009 v kvalifikačním duelu proti Uruguayi. Přišel jako náhrada za záložníka Elana. 7. června 2010 vstřelil svůj první reprezentační gól v zápase proti Tanzanii (5:1).
Trenér Luiz Felipe Scolari jej vzal na domácí Mistrovství světa 2014 v Brazílii. V semifinále proti Německu byl u historického brazilského debaklu 1:7, v prvním poločase Brazilci dovolili Němcům do 29. minuty pětkrát skórovat a Ramires šel na hřiště do druhé půle. Brazilci obsadili konečné čtvrté místo a zůstali bez medaile.

## Úspěchy

### Klubové
Joinville
- Campeonato Catarinense: 2005, 2006

Cruzeiro
- Campeonato Mineiro: 2008, 2009

Benfica Lisabon
- Primeira Liga: 2009/10
- Taça da Liga: 2009/10

Chelsea FC
- Liga mistrů UEFA: 2011/12
- Evropská liga UEFA: 2012/13
- Premier League: 2014/15
- FA Cup: 2011/12
- Football League Cup: 2014/15

### Reprezentační
- Konfederační pohár FIFA: 2009

### Individuální
- Chelsea: Gól sezóny (proti Manchesteru City, 20. březen 2011)
- Chelsea: Gól sezóny (proti Barceloně, 24. duben 2012)
- Chelsea: Hráč roku 2011/12 podle hráčů